# Hypolytrum angolense
Hypolytrum angolense är en halvgräsart som beskrevs av Ernest Nelmes. Hypolytrum angolense ingår i släktet Hypolytrum och familjen halvgräs.
Artens utbredningsområde är Angola. Inga underarter finns listade i Catalogue of Life.